# Zamudio (cràter)
Zamudio és un cràter d'impacte en el planeta Venus de 19 km de diàmetre. Porta el nom d'Adela Zamudio (1854-1928), poetessa boliviana, i el seu nom va ser aprovat per la Unió Astronòmica Internacional el 1994.